# Savigniella costata
Savigniella costata is een insect uit de familie van de Nemopteridae, die tot de orde netvleugeligen (Neuroptera) behoort. 
Savigniella costata is voor het eerst wetenschappelijk beschreven door Klug in 1838.